# Creatonotos notivitta
Creatonotos notivitta är en fjärilsart som beskrevs av Embrik Strand 1915. Creatonotos notivitta ingår i släktet Creatonotos och familjen björnspinnare. Inga underarter finns listade i Catalogue of Life.